# Ayudador (pastor)
El ayudador era una categoría profesional pastoril en las cabañas de ovejas merinas trashumantes, por debajo del compañero.

## Descripción
Pastor en los rebaños de ovejas merinas trashumantes de categoría inferior al compañero.

### Funciones
En los viajes por las vías pecuarias se ocupaba de las caballerías, si las había, por lo que en algunas cabañas también se le denominaba yegüero.
Durante el invierno, en las dehesas de Extremadura, cuidaba al segundo hatajo −formado por las últimas ovejas paridas y sus corderos−. 
En el verano, en los puertos de montaña, se encargaba de la cabeza del rebaño -parte mayor del rebaño cuando se dividía, formada por unas 800 ovejas- junto con el rabadán, sobrado y zagal, formando parejas.

### Salario
El sueldo de “ayudador” en la cabaña de Perales en 1940 era de 500 pesetas/año, frente a las 3000 pesetas del mayoral, las 730 del rabadán, las 587,50 del compañero, las 422,50 del persona o las 260 del zagal.
Además, como a los otros pastores, se le permitía tener un cierto número de animales de su propiedad, llamado escusa, en el rebaño general del dueño, sin pagar por ello. La escusa del “ayudador” era 40 ovejas, 11 cabras y 3 yeguas. Habitualmente era más lo que se ingresaba por la escusa que el salario en metálico.